# 雷德克里夫天文台

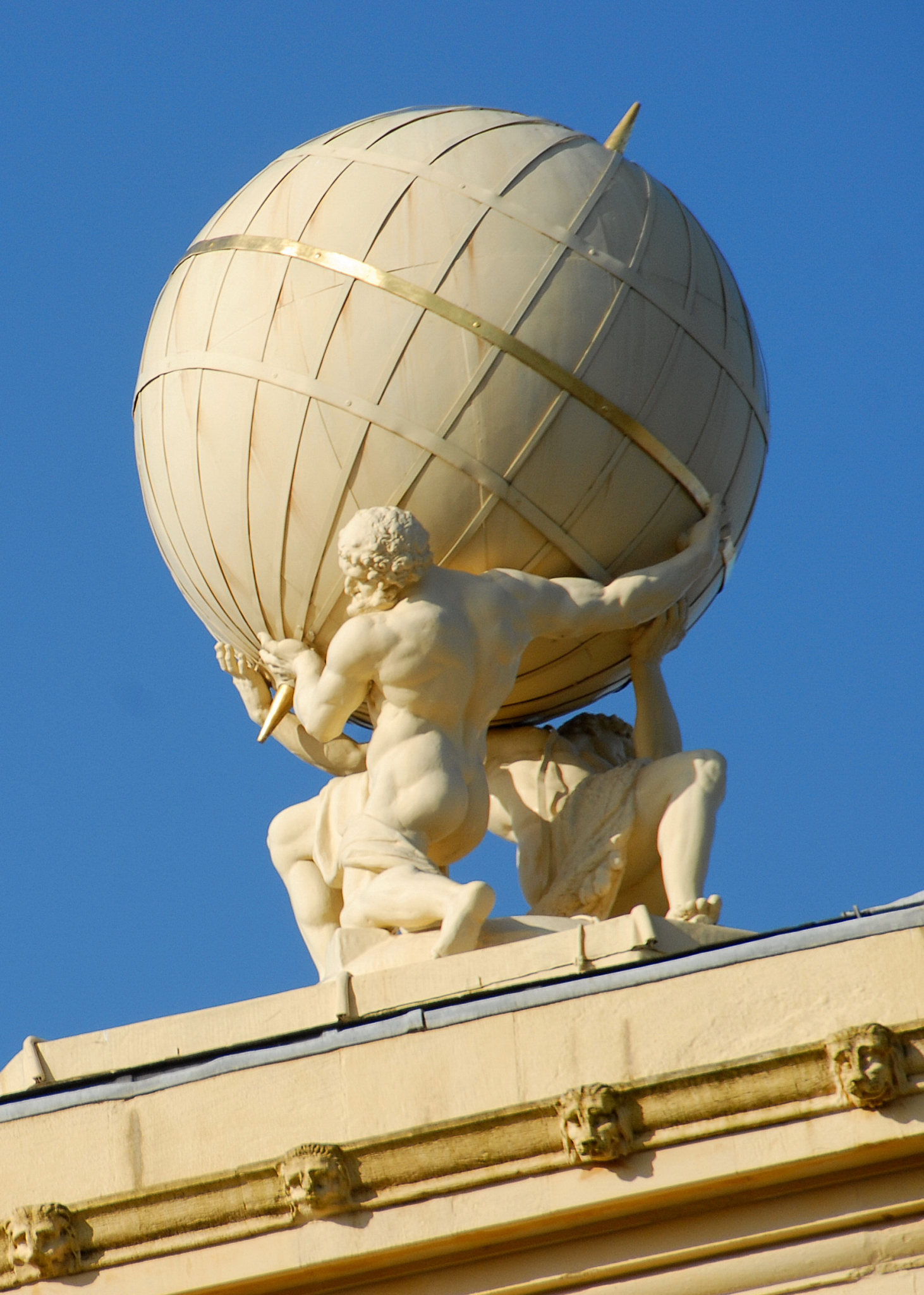
天文台的頂端。

雷德克里夫天文台（英語：Radcliffe Observatory）從1773年至1934年是牛津大學的天文台，然後雷德克里夫天文台的管理委員將它賣掉，並在南非的普勒托利亞重建起來。它是歷史性的建築。

## 歷史
這個天文台是由雷德克里夫的管理委員以約翰·雷德克里夫的名字命名和建造的。它是依據天文學家湯瑪斯·霍恩斯的建議修建的，他於1763至1819年擔任薩維爾教授天文教席，並於1769年在附近的雷德克里夫診所房間內進行備受矚目的金星橫越太陽盤面的金星凌日觀測。
這座天文台於1772年由亨利·基恩的設計開始，直到1794年詹姆斯·懷亞特以雅典的風之塔為依據才完成設計。
直到1839年，薩維爾教授天文教席負責這座天文台，同時任命沒有天文觀測經驗的天文學家喬治·亨利·薩謝弗雷爾詹森擔任新創設的雷德克里夫觀測員的角色。 
由於觀測條件、天氣和在牛津的城市發展，這座天文台在1939年遷移至南非。最後的這個場所，普勒托利亞，也變得站不住腳。在1970年代，這個設施和其它的一起併入南非天文台（SAAO）。  
這座建築物座落在伍德斯托克路，現在由牛津大學的格林坦普頓學院使用，並且成為該學院的核心。原有的儀器收藏在牛津市中心的科學史博物館。

## 雷德克里夫觀測員
以下這些人曾經擔任雷德克里夫觀測員：
- 1839年：曼努埃爾·約翰·約翰遜
- 1860年：Robert Main
- 1879年：Edward James Stone
- 1897年：Arthur Alcock Rambaut
- 1924年：Harold Knox-Shaw
- 1950年：安德魯·大衛·撒克里